# Astragalus micranthellus
Astragalus micranthellus là một loài thực vật có hoa trong họ Đậu. Loài này được Wedd. miêu tả khoa học đầu tiên.